# Comuna de Tychowo
Tychowo (polaco: Gmina Tychowo) é uma gminy (comuna) na Polónia, na voivodia de Pomerânia Ocidental e no condado de Białogardzki. A sede do condado é a cidade de Tychowo.
De acordo com os censos de 2005, a comuna tem 7.057 habitantes, com uma densidade 20,1 hab/km².

## Área
Estende-se por uma área de 350,69 km².

## Demografia
Dados de 30 de Junho 2004:
|                      | Total   | Total | Mulheres | Mulheres | Homens  | Homens |
| -------------------- | ------- | ----- | -------- | -------- | ------- | ------ |
|                      | pessoas | %     | pessoas  | %        | pessoas | %      |
| População            | 7057    | 100   | 3492     | 49,5     | 3565    | 50,5   |
| Densidade (pop./km²) | 20,1    | 100   | 10       | 10       | 10,2    | 10,2   |

De acordo com dados de 2002, o rendimento médio per capita ascendia a 1400,39 zł.

## Comunas vizinhas
- Barwice, Białogard, Bobolice, Grzmiąca, Połczyn-Zdrój, Świeszyno